# Neurona piramidal

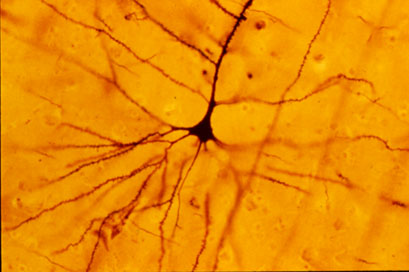
Neurona piramidal humana observada mediante el método de Golgi. Nótese que la dendrita apical se extiende verticalmente por encima del soma y que hay numerosas dendritas basales que surgen de forma lateral desde su base.

Las neuronas piramidales o células piramidales son un tipo de neuronas multipolares situadas en diversas partes del cerebro, como la corteza cerebral, el hipocampo o la amígdala. Las neuronas piramidales son las fuentes primarias de excitación en la corteza prefrontal y el sistema piramidal de los mamíferos. La célula de Betz fue el primer tipo de neurona piramidal estudiada, descubierta por Vladimir Alekseyevich Betz. El descubrimiento y estudio de las neuronas piramidales en general se debe a Santiago Ramón y Cajal. Desde entonces, las células piramidales han sido una de las principales células usadas para el estudio de la neurociencia, desde la neuroplasticidad a la cognición.

## Estructura
Una de las principales características de las neuronas piramidales es la forma cónica de su soma, de donde proviene su nombre. Otras características incluyen un único axón, una dendrita apical en general grande, múltiples dendritas basales y la presencia de espinas dendríticas.
Las células piramidales están entre las neuronas más grandes del cerebro. Tanto en humanos como en roedores, el cuerpo de las neuronas tiene un diámetro alrededor de las 20 µm. El diámetro de las dendritas está en el rango de medio a varios micrómetros, mientras que la longitud de una única dendrita es del orden de varios cientos de micras. La ramificación abundante en las dendritas implica una longitud total de varios centímetros. Igualmente, el axón de las neuronas piramidales es largo y muy ramificado, con una longitud total de varios centímetros.
La dendrita apical consiste en una única rama que surge del ápice del soma. Esta es en general larga y gruesa, y se ramifica conforme aumenta la distancia al soma extendiéndose hacia la superficie de la corteza cerebral. En cambio, las dendritas basales suelen consistir en entre tres a cinco dendritas primarias, y se ramifican abundantemente.
Las dendritas de las neuronas piramidales tienen un gran número de espinas dendríticas, donde se producen las sinapsis con otras neuronas. El número y tamaño de las dendritas dependen de la especie y la distancia al soma.

## Función

### Control Motor
El tipo de célula primario del sistema piramidal son las neuronas piramidales. Su función está relacionada con el control motor y depende del desarrollo de conexiones entre los axones de las neuronas piramidales (célula de Betz), y la médula espinal. 

### Cognición
Las neuronas piramidales están presentes también en la corteza prefrontal, región cerebral involucrada en la planificación de comportamientos cognitivamente complejos: la expresión de la personalidad, procesos de toma de decisiones y adecuación del comportamiento social adecuado en cada momento. Además, su complejidad aumenta con la profundidad de la capa en la que se encuentran. Se cree que las neuronas piramidales juegan un papel crítico en estas funciones cognitivas.